# Xã Wheatland, Quận Hillsdale, Michigan
Xã Wheatland (tiếng Anh: Wheatland Township) là một xã thuộc quận Hillsdale, tiểu bang Michigan, Hoa Kỳ. Năm 2010, dân số của xã này là 1.351 người.